# Нехама Ліфшиц
Нехама Юделівна Ліфшиц (до репатріації з СРСР до Ізраїлю — Ліфшицайте; 7 жовтня 1927 — 20 квітня 2017) — литовська радянська та ізраїльська естрадна співачка єврейського походження, виконавиця пісень їдишем. 

## Життєпис
Закінчила івритську школу, якою керував її батько Ієхуда Ціві (1900–1980 рр.) в 1921—1928 роках. Після того Нехама Юделівна Ліфшиц стала лікаркою. 
У роки Другої світової війни сім'я жила в Узбекистані, після чого повернулася в Каунас.
Закінчила Литовську академію музики та театру (1946—1951 рр.).  З 1956 року однією з перших в Радянському союзі після гонінь 1949–1952 років на єврейську культуру стала виступати з концертами. Її репертуар містив багато народних пісень їдишем, а також твори таких авторів, як Берл Бродер, Марк Варшавський, Аврахам Гольдфаден, Зеліг (Зелік) Бердічевер, Мордехай Гебертіг, Михайло Гнесін, Олександр Крейн, Моїсей Вайнберг, Лейб Пульвер. Для неї писали пісні Лев Ямпольський, Я. Розенфельд, Ривка Боярська (1893—1967 рр.), Самуіл Сендерей (1905-1967 рр.), Генріх Брук (1905-1990 рр.), Лейб Бірнов (1908-1999 рр.), Володимир Шаїнський (1925—2017 рр.), Лев Коган та інші.
Головні думки та настрій пісень Ліфшиц трактувала як основний емоційно-ідейний образ. Під час концерті виконувала композиції, у яких розповідала про  своєрідну панораму єврейського життя від давніх часів до сучасності. Долаючи перепони репертуарних і концертних закладів, Ліфшиц змогла перетворити свої турне по багатьох містах Радянського Союзу в засіб пропаганди єврейської культури й пробудження національної самосвідомості. 
Ліфшиц у 1958 році була нагороджена за артистизм і вокальну майстерність премією першого ступеню на Всесоюзному конкурсі майстрів радянської естради й отримала дозвіл на проведення закордонних гастролів (Франція, Бельгія, Австрія). Дві платівки (1960–1961 рр.) із записом її пісень багаторазово тиражувалися.
У 1969 році Ліфшиц репатріювалася з сім'єю в Ізраїль. Того ж року було випущено дві платівки із записами її виступів у різних містах і поселеннях, на радіо та телебаченні. Великий успіх мали в 1969–1972 роках її гастрольні концерти в Бельгії, Англії, Канаді, США, Бразилії, Венесуелі, Мексиці, Австралії.
З 1976 року Ліфшиц (не припиняючи концертної діяльності) почала завідувати історичним архівом музичної бібліотеки при Тель-Авівському муніципалітеті. Закінчила бібліотечні курси в університеті Бар-Ілан. У 2006 році була обрана головою Всесвітньої ради з мови їдиш і єврейської культури.
У Нехами Ліфшиц є донька Роза Бен-Цві-Литаї, онук Дакар, онучка Далія, правнук Гай та правнучки Ела, Леа і Ше́лі.
Похована на цвинтарі міста Холон.